# Pseudagrion punctum
Pseudagrion punctum – gatunek ważki z rodziny łątkowatych (Coenagrionidae).